# Скальная соня
Скальная соня (Graphiurus rupicola) — вид грызунов рода африканские сони семейства соневые. Обитает в Намибии, Южной Африке и, возможно, Анголе. Встречается в скалистых местностях.